# Susanne Gehrmann
Susanne Gehrmann (* 10. Juli 1970 in Recklinghausen) ist eine deutsche Afrikanistin, Literaturwissenschaftlerin und Hochschullehrerin.

## Leben
Von 1990 bis 1996 studierte sie Romanistik (Französisch, Spanisch), Germanistik, allgemeine und vergleichende Literaturwissenschaft sowie Afrikanologie in Bochum, Paris und Köln. Nach der Promotion 2001 in romanischer Literaturwissenschaft und Komparatistik mit einer diskursanalytischen Arbeit zur Literatur der Kongogräuel um 1900 in Bayreuth ist sie seit 2011 Professorin für Afrikanische Literaturen und Kulturen an der Humboldt-Universität zu Berlin.
In ihren Forschungsprojekten setzte sich Gehrmann u. a. mit Afrikanischen Kindersoldaten in Literatur und Film und der Darstellung und Begründung von Gewalt in der kongolesischen Literatur nach 1960 auseinander.

## Schriften
- Kongo-Greuel. Zur literarischen Konfiguration eines kolonialkritischen Diskurses (1890–1910). Georg Olms, Hildesheim 2003, ISBN 978-3-487-11844-4.
- Vom Entwerfen des Ich im Erinnern des Wir?: Überlegungen zur Autobiographik in Afrika (Antrittsvorlesung, 21. April 2004, Humboldt-Universität zu Berlin, Philosophische Fakultät III, Institut für Asien- und Afrikawissenschaften), Der Präsident der Humboldt-Universität zu Berlin (Hrsg.), Humboldt-Universität zu Berlin, 2005. ISBN 978-3-86004-197-0
- Geschichtsbewältigung und Sprachexperimente: Small Soldiers in afrikanischen Literaturen (Vortrag, 2. September 2010, Humboldt-Universität zu Berlin, Philosophische Fakultät III, Institut für Asien- und Afrikawissenschaften, Seminar für Afrikawissenschaften), Der Präsident der Humboldt-Universität zu Berlin (Hrsg.), Humboldt-Univ. Berlin, 2011. ISBN 978-3-86004-265-6
- Autobiographik in Afrika. Literaturgeschichte und Genrevielfalt. Wissenschaftlicher Verlag Trier 2021, ISBN 978-3-86821-925-8.
- Gemeinsam mit Mechtild Gilzmer: Geschlechterordnungen in Nordafrika - Umbrüche und Perspektiven in Literatur, Film und Gesellschaft. Kinzelbach, Donata, 2008. ISBN 978-3-927069-89-3

## Herausgeberschaften (Auswahl)
- mit János Riesz (Hrsg.): Le blanc du noir : représentations de l'Europe et des européens dans les littératures africaines, Reihe Literatur: Forschung und Wissenschaft, Band 2, LIT, Münster, Berlin, 2001. ISBN 978-3-8258-6744-7
- mit Flora Veit-Wild (Hrsg.): Conventions & conversions: generic innovations in African literatures = Innovations génériques dans les littératures africaines, Reihe Studien zu Literaturen und Kunst Afrikas, Band 4, Wiss. Verl. Trier, 2012. ISBN 978-3-86821-382-9
- mit Dotsé Yigbe (Hrsg.): Créativité intermédiatique au Togo et dans la diaspora togolaise, Reihe Frankophone Literaturen und Kulturen außerhalb Europas, Band 9, LIT, Münster, Berlin, 2015. ISBN 978-3-643-13133-1
- mit Charlott Schönwetter (Hrsg.): The ubiquitous figure of the child soldier: interviews with African writers, academics and cultural activists followed by a comprehensive bibliography, Reihe Studien zu Literaturen und Kunst Afrikas, Band 12, Reihe WVT Wissenschaftlicher Verlag Trier, 2019. ISBN 978-3-86821-826-8
- mit Obala Musumba, Oduor Obura, James Ogone (Hrsg.): Emerging trends in Eastern African literatures and cultures, Galda Verlag, Glienicke, 2020. ISBN 978-3-96203-140-4
- mit Pepetual Mforbe Chiangong (Hrsg.): Crossings and comparisons in African literary and cultural studies, Reihe Studien zu Literaturen und Kunst Afrikas, Band 15, Wissenschaftlicher Verlag Trier, 2022. ISBN 978-3-86821-934-0